# Mikael Witte
Mikael Witte født Jensen (født 13. april 1952 i Sønderborg) er en dansk forfatter, billedkunstner og rejseleder.
Witte er opvokset i Flensborg. Allerede som 13årig arbejdede Witte med linoleum- og træsnit, raderinger og silketryk. Han er student fra Duborg-Skolen i Flensborg i 1971. Flytter derefter til Danmark og starter samme år på Institut for Statskundskab i Aarhus, men opgiver studiet i 79 og har ikke taget andre uddannelser.
Wittes brug af ironi og satire som udtryksmiddel var kendetegnende for hans arbejder i 1970'erne og 1980'erne. Senere har han arbejdet med installationskunst og interaktive medier og været skribent og debattør af samfunds spørgsmål. I 1972 var Witte med til at starte forlaget Modtryk.

## Danske svin er sunde, de strutter af penicillin
Den 17. juli 1978 fik De Samvirkende Danske Andelsslagteriers Fælleskontor og ESS-FOOD fogedretten i Aarhus til at forbyde hans første penicillinsvineplakat. Kort efter udsendte han en ny med et grinende svin, der glædede sig over at diskussionen var kommet i gang, og den blev forbudt af fogedretten 30. august 1978. Samme dag udkom dommerplakaten. I 1979 stadfæstede landsretten fogedforbuddet, og det blev først hævet af Højesteret i 1980. Samme år var han medstifter af Komiteen til ytringsfrihedens Værn.

### Plakaten kom i adskillige versioner
- Den oprindelige svineplakat udkom 1. maj 1978. Den udkom også som postkort og klistermærke.
- Den grinende svineplakat udkom 16. august 1978. Forgæves forsøgte slagterierne at få politiet til at stoppe den. Så fik de Fogedretten i Aarhus til at forbyde den 30. august 1978.
- Dommer-svineplakaten udkom 30. august 1978.
- Den reklamerende svineplakat udkom 1. september 1979. Den reklamerede for aktiviteterne i forbindelse med Landsretssagen i Viborg 18.-20. september 1979.
- Dannebrog med svin blev til i 1979.
- De dementerende svineplakater udkom 18. oktober 1979. Den dag stadfæstede Landsretten fogedforbuddene.
- Den kunstneriske svineplakat udkom 1. oktober 1980. Den reklamerede for udstillinger i forbindelse med Højesteretssagen i København 23.-24. oktober 1980.
- Grisehaler og papirflag med svin blev til i 1980.
- Svinestøtteplakaten udkom 29. oktober 1980. Det var den dag Højesteret ophævede fogedforbuddene.
- Den oprindelige svineplakat genudkom 1. december 1994.
- Den engelske svineplakat udkom 1. februar 1995.
- Den japanske svineplakat udkom 1. marts 1995.
- Den sønderjyske svineplakat udkom 1. april 1995.
- Retrospektivt svineplakaten udkom 1. januar 1996. Den reklamerede for udstillingen i Dansk Plakatmuseum.
- Smågriseplakaten udkom 5. januar 1996.
- Den tyske svineplakat udkom 13. november 1997.

### Oversættelser
- Bernd Rabehl: Marx og Lenin, 1975, ISBN 87-87458-70-5
- Renate Finckh: De lovede os fremtiden, 1995, ISBN 87-7841-018-5
- Günther Schwarberg: Mine tyve børn, 1997, ISBN 87-7841-061-4
- Trudi Birger: Mirakelbarnet, 1998, ISBN 87-7841-108-4
- Otto Rosenberg: Brændglasset, 1999, ISBN 87-7841-179-3
- Günther Schwarberg: Target Cap Arcona, 2002, ISBN 87-7841-283-8
- Edith Schreiber-Wicke: Amadeus Superstjerne, 2006 , ISBN 87-7841-428-8
- Sebastian Fitzek: Terapien. Psykothriller, 2007, ISBN 978-87-7483-583-7
- Erich Loest: Sommertorden, 2007 , ISBN 978-87-7483-525-7
- Bernd Greiner: Krig uden fronter. USA i Vietnam, 2009, ISBN 978-87-7055-552-4

### Desuden
omslag til flere bøger, et par hundrede forskellige plakater, postkort og klistermærker.

## Hæder og støtte
- 1980, Statens Kunstfond
- 1980, Komiteen til støtte af forbrugersager,
- 1980, Dyreværnsforeningen Svalen
- 1980, Foreningen til værn for værgeløse dyr
- 1980, Oluf Mørk Bio Chemie
- 1980, PH-fonden
- 1982, Kulturministeriets projektkonto og rejsekonto,
- 1987, 2007, Danida
- 1987, Folketingets Sikkerheds- og Nedrustningspolitiske Udvalgs stipendium
- 1987, Folkekirkens Nødhjælp
- 1987, FDB
- 1995, SID
- 1995, BUPL
- 1997, Fredsfonden
- 1997. Græsrodsfonden
- 1997, 1998, 2004, Nævnet vedrørende EU-oplysning
- 1999, Århus Amt
- 2003, SLs og BUPLs Udviklings- og Forskningsfond
- 2003, Litteraturrådets Faglitteraturudvalg
- 2004, Kunstrådets fagudvalg for litteratur
- 2004, Nævnet vedrørende EU-oplysning
- 2007, Amnesty International, 2007
- 2011, Konsul George Jorck og hustru Emma Jorck’s Fond
- 2012, Region Sønderjylland Schleswig
- 2012, Sydbank